# هاروهيكو أراي
هاروهيكو أراي (باليابانية: 荒井晴彦؛ بالكانا: あらい はるひこ) هو كاتب سيناريو ومخرج ياباني، ولد في 26 يناير 1947 في طوكيو في اليابان.

## وصلات خارجية
- هاروهيكو أراي على موقع IMDb (الإنجليزية)
- هاروهيكو أراي على موقع ألو سيني (الفرنسية)
- هاروهيكو أراي على موقع أول موفي (الإنجليزية)
- هاروهيكو أراي على موقع قاعدة بيانات الفيلم (الإنجليزية)
- هاروهيكو أراي على موقع كينوبويسك (الروسية)